# Antonio Piccarolo
Antonio Piccarolo (Alessandria, 1 de março de 1863 — São Paulo, 8 de outubro de 1947) foi um professor, jornalista e pensador socialista italiano radicado no Brasil.

## Biografia
Militante fundador do Partido Socialista Italiano em 1892, tornou-se um de seus intelectuais proeminentes, tendo dirigido jornais e sindicatos ligados ao partido. Em 1904, foi convidado pelo Partido Socialista Italiano, seção de São Paulo, para dirigir o jornal Avanti! publicado em língua italiana na capital paulista. 
Já no Brasil, em 1908, editou um trabalho pioneiro em sua área, O Socialismo no Brasil, livro no qual adaptava ideias marxistas à situação do país e defendia a imigração italiana no Brasil como a mais adequada para o desenvolvimento econômico e social brasileiro. Dirigiu aqui diversos órgãos de comunicação além do Avanti!, tais como: Il Secolo (1906-1910), La Rivista Coloniale (1910-1924), La Difesa (1923-1926), Il Risorgimento (1928). Foi também colaborador do jornal O Estado de S. Paulo. 
Nos anos 1920, liderou a oposição dos italianos de São Paulo contrários ao fascismo, que, não obstante, se assenhoreou da coletividade italiana paulista, desde aquele período até a Segunda Guerra Mundial. Fundou a Faculdade Paulista de Letras e Filosofia no ano de 1931 e foi um dos primeiros professores da Escola Livre de Sociologia e Política, onde trabalhou até 1946. Parte da documentação amealhada por ele como jornalista e professor encontra-se  no Arquivo Edgard Leuenroth desde 1974. O Instituto Cultural Ítalo-Brasileiro, de São Paulo, instituição da qual foi também um dos fundadores, mantém igualmente um Arquivo Antonio Piccarolo. Morreu em sua casa no bairro de Santo Amaro, em São Paulo, em 1947, deixando mais de quatro dezenas de livros publicados.